# Гесіод

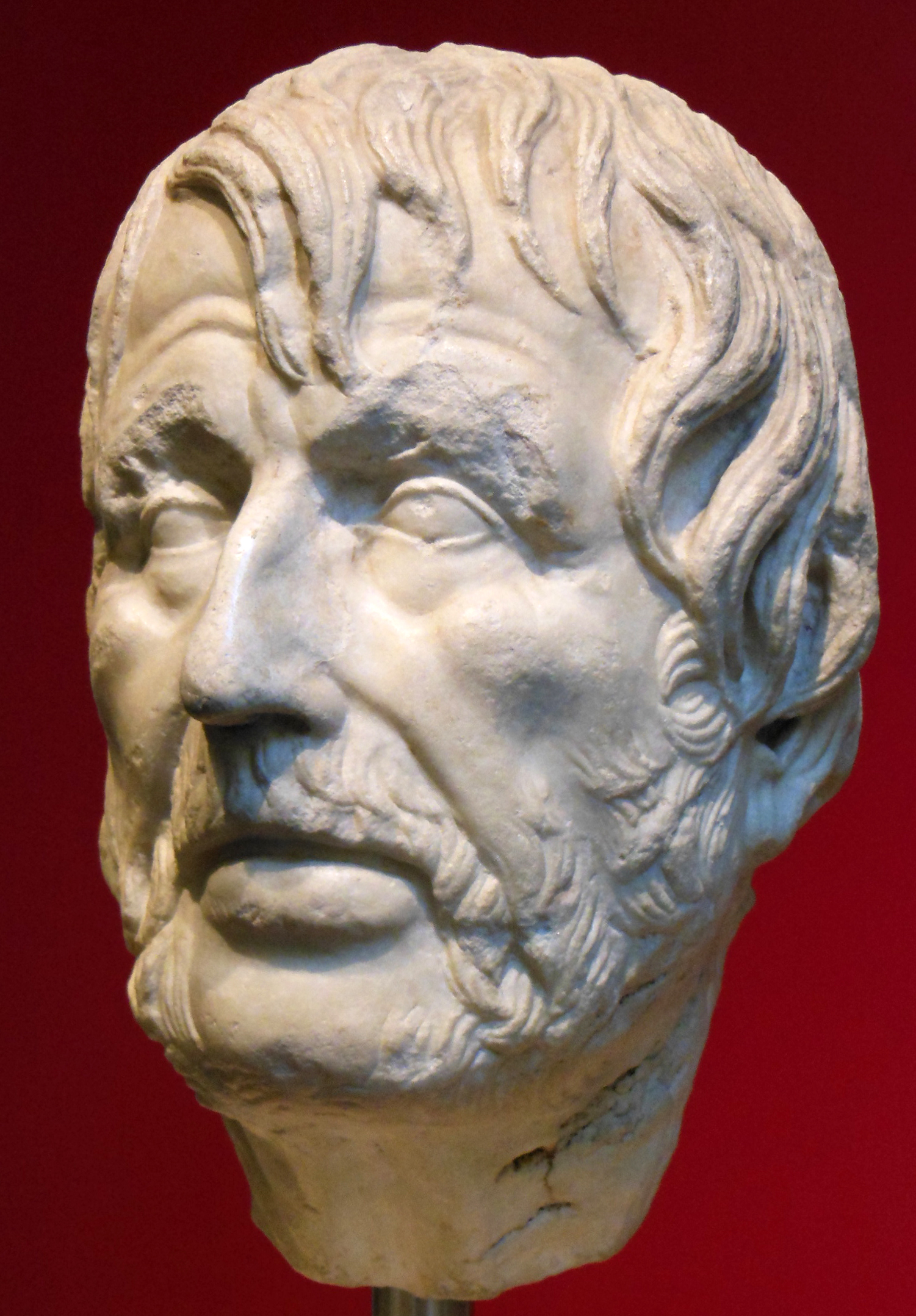
Скульптура голови Гесіода, II ст.

Гесіо́д (грец. Ἡσίοδος; кінець VIII — початок VII ст. до н.е.) — перший відомий на ім'я давньогрецький поет, засновник дидактичного епосу, рапсод. З V ст. до н. е. історики сперечаються про те, хто був першим — Гесіод чи Гомер. Але якщо Гомер напівлегендарний, то Гесіод — цілком історична особа. Гесіод виступає як пророк, «покликаний» музами провіщати істину, перший у грецькій поезії визначає себе як особистість і називає своє ім'я. Автор «Теогонії».

## Біографія
Гесіод народився, за його власними свідченнями, у містечку Аскра, неподалік від Фів, біля підніжжя гори Гелікон (Беотія), куди його батько перебрався з Кіми (Еоліда, Мала Азія). Час життя Гесіода визначити неможливо за браком точних відомостей. Але, найімовірніше, він жив наприкінці VIII і на початку VII ст. до н. е., хоча дехто з учених і припускає, що Гесіод міг бути молодшим сучасником Гомера. Як розповідає сам поет у своїх творах, батько його був мореплавцем, але через деякий час мусив відмовитися від цієї небезпечної професії, придбав шматок землі в малопридатній для сільськогосподарської праці Беотії (одна з центральних областей Греції з головним містом Фіви), збудував хатину. З дитинства Гесіод допомагав батькові хазяйнувати, випасав його невеличку отару овець біля гори Гелікон.
Після смерті батька Гесіод з молодшим братом Персом поділили його спадщину. Гесіод продовжував господарювати і нажив певних статків. Інакше сталося з Персом. Він виявився людиною легковажною і швидко розтринькав усе, що отримав у спадок. До того ж, ще й підкупив нечесних суддів і відібрав у брата значну частину його батьківщини. Цей учинок дуже образив його, і коли Перс звернувся за допомогою до Гесіода, той вирішив допомогти братові, але не матеріально, а… у формі моральних повчань. Для цього він і створив свою дидактичну поему «Роботи й дні». Мабуть, перед цим поет склав велику поему «Теогонія» («Походження богів»), від якої збереглася лише початкова частина (трохи більше ніж тисяча рядків). Традиційно прославивши спочатку Муз («Музи навчили мене незрівнянні заспівувать гімни»), Гесіод розповідає, як із безодні Хаосу постають Гея (Земля), підземне царство Тартар, сила любові (Ерот). Від Геї народжується Уран (Небо), Ереб (Пітьма) і Ніч, а від Ночі — Ефір і День. Від союзу Урана та Геї з'являються титани, яких очолює могутній Крон, батько Зевса. Далі Гесіод розповідає про народження інших богів, боротьбу Зевса з Кроном, якого Зевс скидає з трону в Тартар і стає володарем землі та небес, про війну з титанами тощо. Інколи поет обмежується простим переліком імен богів, що народжувалися, але часом створює цікаві та складніші в художньому плані картини — такі, як покарання Кроном свого батька Урана, врятування Реєю сина Зевса, боротьба Зевса з титанами, з потворним велетом-драконом Тіфоном, подвійний обман Зевса хитрим Прометеем. На жаль, основна частина «Теогонії», що давала повний родовід богів і героїв, до наших днів не дійшла.

## Творчість
Під іменем Гесіода збереглися три невеликі поеми, написані гекзаметром на епічному іонійському діалекті. Як свідчить у пролозі до «Теогонії» сам Гесіод, на творчість його надихнули Музи: вони з'явилися йому, коли він випасав овець, і звеліли говорити від їхнього імені. У «Роботах і днях» наполегливо рекомендується присвятити життя чесній праці, що супроводжується практичними порадами по землеробству, мореплаванню, а також моральними настановами і міфами. «Теогонія» (тобто «Родовід богів») — відважна спроба систематизації різних міфів про походження богів і їх нащадків. Історична концепція Гесіода виражена в легенді про п'ять поколінь людей: золоте, срібне, бронзове, героїчне й залізне. У «Щиті Геракла» Гесіод, треба думати, збирався описати похід героя проти Кікна (який грабував прочан, що несли у Дельфи десятину), однак на ділі значну частину поеми зайняв опис щита Геракла, мабуть, у наслідування знаменитому щитові Ахіллеса в Іліаді.
Багато дослідників схиляються до думки, що за Гесіодом, як і за Гомером, стоїть довга поетична традиція. Жителі материкової Греції, до числа яких належав Гесіод, зважилися кинути виклик творцям епосу іонійцям. Очевидно, гордість за рідну школу породила абсолютно неможливу з хронологічної точки зору легенду про перемогу, здобуту Гесіодом над Гомером у поетичному змаганні. Так, за античними переказами, Гесіод, буцімто, виграв у Гомера поетичне змагання, яке відбулося на народному святі в місті Халкіди. Спочатку, начебто, виявилося, що обидва поети мали рівновеликий поетичний хист, і Гомер навіть трохи перевершував Гесіода. Проте після непростої наради судді вирішили віддати перемогу не Гомеру, а Гесіодові. І зовсім не з тієї причини, що той перевершував суперника своїм поетичним хистом, а тому, що "Гомер оспівує війну, а Гесіод — мирну працю, Гомер навчає вбивства та руйнування, а Гесіод — творіння та справедливості. То хто ж достойніший? (М. Гаспаров). Звісно, це один із численних античних анекдотів, адже між Гомером (якщо він узагалі існував) і Гесіодом пролягла дистанція приблизно в століття. Але тут більше важить не стільки фактична достеменність, скільки система життєвих цінностей і пріоритетів еллінів, які вважали, що достойнішою схвалення є не поетизація війни, а оспівування мирної праці людини. Гесіод протиставляє свою поезію героїчному епосові як тверезу «правду» красивій «неправді», тут немає того дещо іронічного ставлення до богів, яке ми знаходимо у Гомера.
Гесіод створив школу, де розроблявся генеалогічний та дидактичний епос, поки ці теми не стали набутком наукової й філософоської прози. Проте і в пізніший час твори Гесіода високо цінувалися і щоразу, коли в античній літературі відроджувався дидактичний епос, він волів зв'язати себе з традиціями поезії Гесіода.

### Збережені твори

Рукопис "Робіт і днів", копія, виконана у XVI ст. на пергаменті.

«Теогонія» («Походження про богів») (Θεογονια) — спроба об'єднати в послідовну систему міфи про початок світу, походження богів (усього їх перераховано бл. 300) і героїв. Від цієї поеми залишилася лише початкова частина (трохи більше тисячі рядків). Перші божества — це Хаос, Гея та Ерос. Хаос породжує Ереб (Морок) і Ніч, а від них виникає Ефір (Світло) і День. Гея породжує Урана (Небо), Ереб (Пітьма)і Ніч, а від Ночі — Ефір і День, Гори й Понт (Море), тобто первинні природні сили, а потім, вже в союзі з Ураном, вона дає життя дванадцятьом Титанам, яких очолює могутній Крон, трьом Кіклопам і трьом Гекатонхейрам (Сторуким). Уран залишається верховним владикою доти, доки його не скидає власний син-титан Кронос, який разом зі своєю дружиною Реєю дає початок новій династії. Серед нащадків Кроноса згадуються, зокрема, Деметра, Гера, Аїд, Посейдон і Зевс. Зевс скидає Кроноса, після чого, вступаючи в шлюб з різними богинями, породжує третє покоління богів. Цей перелік завершується списком богинь, які стали чоловіками смертних, і дітей, породжених від цих шлюбів. На жаль, основна частина «Теогонії», що давала повний родовід богів і героїв, до наших днів не дійшла. Але вона була б цінним свідченням про ранню систему міфологічних уявлень греків, бо пізніші перекази або задки про ці міфи зазнали значних змін чи переробок.
«Каталог жінок», ймовірно, уже після Гесіода була приєднана до «Теогонії» поема «Еойя» (перелік жінок, що народили дітей від богів). Від неї збереглися лише розрізнені фрагменти і доданий до «Теогонії» уривок, що мав з'єднати «Еойя» і «Теогонію» в єдине ціле.
«Роботи і дні» (Ἔργα καὶ Ἡμέραι) — найзначніший твір, дидактична поема, де описаний зворотний бік блискучого гомерівського суспільства: напружена праця селян і їхніх сподівань на правосуддя і справедливість.

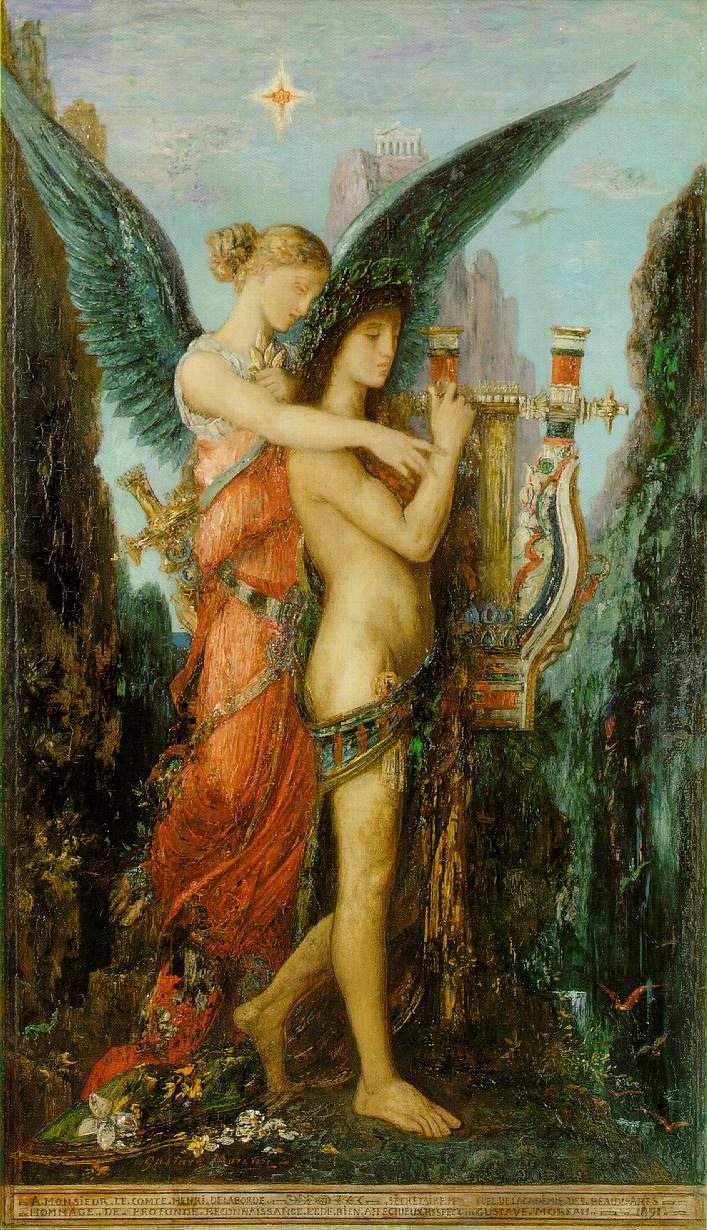
"Гесіод і муза" (1891). Картина Гюстава Моро

Цікавою є творча історія поеми «Роботи і дні». Гесіод мав підступного легковажного брата Перса, удвох із яким після смерті батька вони мали успадкувати по половині батькової землі. Проте Перс підкупив суддів і відібрав у Гесіода більшу частину батьківщини, яку негайно пустив за вітром. Через певний час ситуація повторилася, і через хабарництво суддів Гесіод позбувся ще однієї частини своєї законної спадщини, до того ж, Перс ще й погрожував повторити своє крутійство. І Гесіод вирішив оформити свої повчання шалапутному братові у вигляді дидактичної поеми. А оскільки поет постраждав через продажність суддів і можновладців, то в його творі поруч із постійними повчальними звертаннями до Перса явно відчутне вкрай негативне ставлення суддів-хабарників і можновладців — «дармоїдів», оскільки вони не заробляють собі на прожиток чесною працею, а проїдають надбане іншими.
Закликавши Муз і Зевса на допомогу, Гесіод переконує брата Перса, котрий відняв у нього частину законної спадщини, не давати волі честолюбству, що доводить до гріха. Щоб життя склалося, людина має працювати. Роботи і турботи — така доля людини відтоді, як Зевс створив Пандору. Людська натура псується день у день, з часів Золотої доби і до нинішньої жорстокої Залізної доби. Ця частина поеми завершується закликом дотримуватися справедливості і кількома практичними порадами щодо гідного людини способу життя. Потім йдуть рекомендації з землеробства, о́рання, сівби, жнивування, сільськогосподарському обладнання, зимових і літніх робіт, деякі вказівки щодо мореплавання і кращої пори для нього, а також поради тим, хто бере шлюб. Поема завершується вказівкою сприятливих і несприятливих днів і ще одним закликом до чесної праці.
Поему «Роботи й дні» можна умовно розбити на чотири частини.
У першій Гесіод після звернення до брата розповідає йому кілька притч і одну байку, мораль яких — у світі панують несправедливість, неправда і людські справи на землі безперервно гіршають.
Друга історія — це легенда про зловісну й хитру Пандору, жінку, створену й оживлену богами і послану Зевсом на землю як покарання людям за вчинений Прометеєм злочин — викрадення з неба вогню і передання його смертним.
Третя оповідана Гесіодом легенда торкається проблеми зміни людських поколінь.
У заключній, четвертій, частині поеми розгортається тема, пов'язана з другою половиною назви — «Дні». Посилаючись на судження народу, Гесіод перелічує дні, щасливі й нещасливі для початку тієї чи іншої роботи.

### Втрачені твори

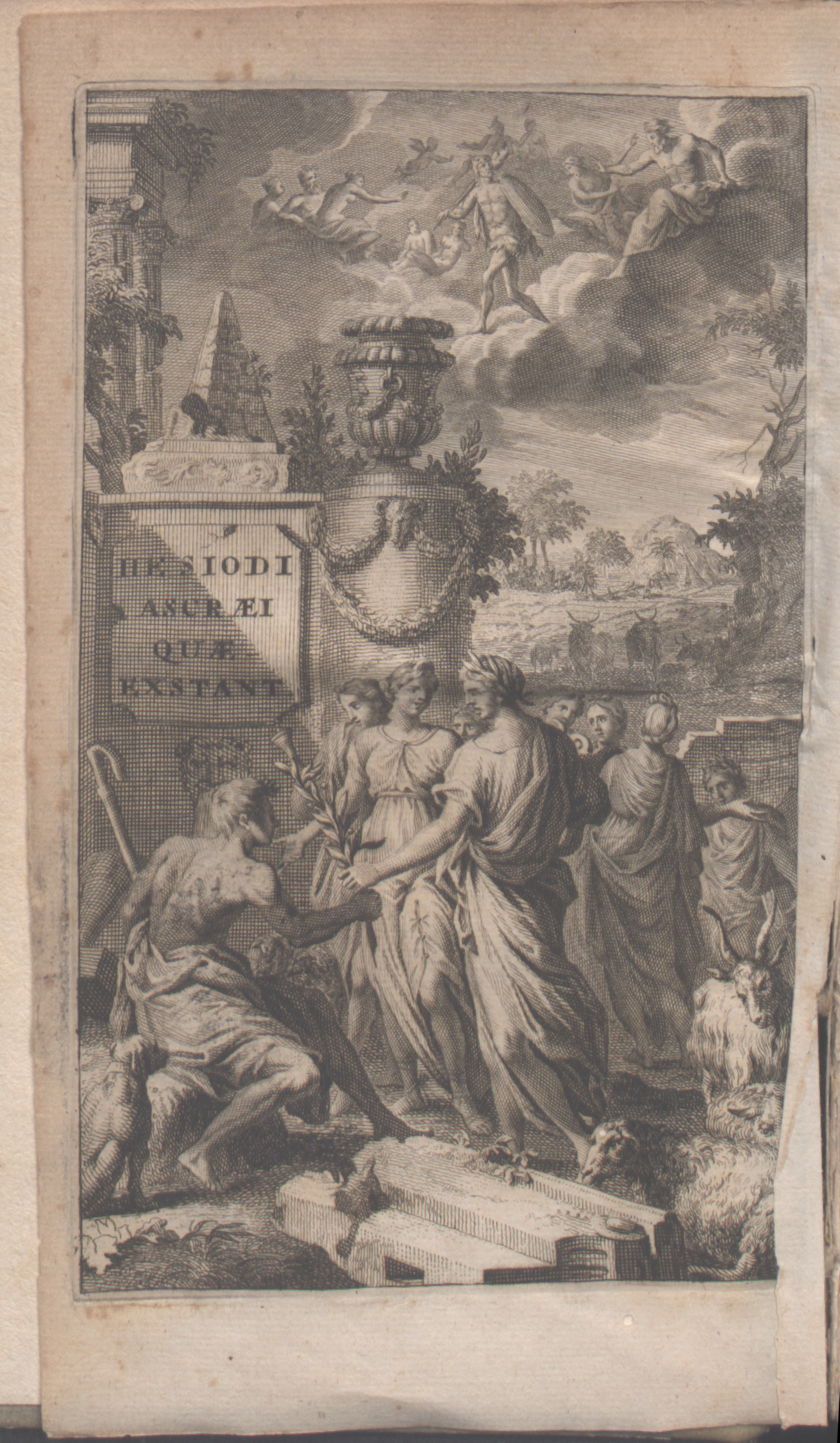
Hesiodi Ascraei quaecumque exstant, 1701

У стародавності Гесіоду приписувалися й інші поеми (майже повністю втрачені), у тому числі
- «Каталог жінок» (або «Еойя»), залишилися фрагменти;
- «Наставляння Хірона»;
- «Великі роботи» (імовірно, продовження «Робіт і днів»);
- «Орнітомантія» (тобто «Птаховорожіння»);
- «Меланподія» (можливо, перерахування ясновидців і віщунів).

Усе це здебільшого твори дидактичного характеру або перерахування, вони могли бути складені також і спадкоємцями Гесіода в беотійській поетичній школі.